# Световое загрязнение

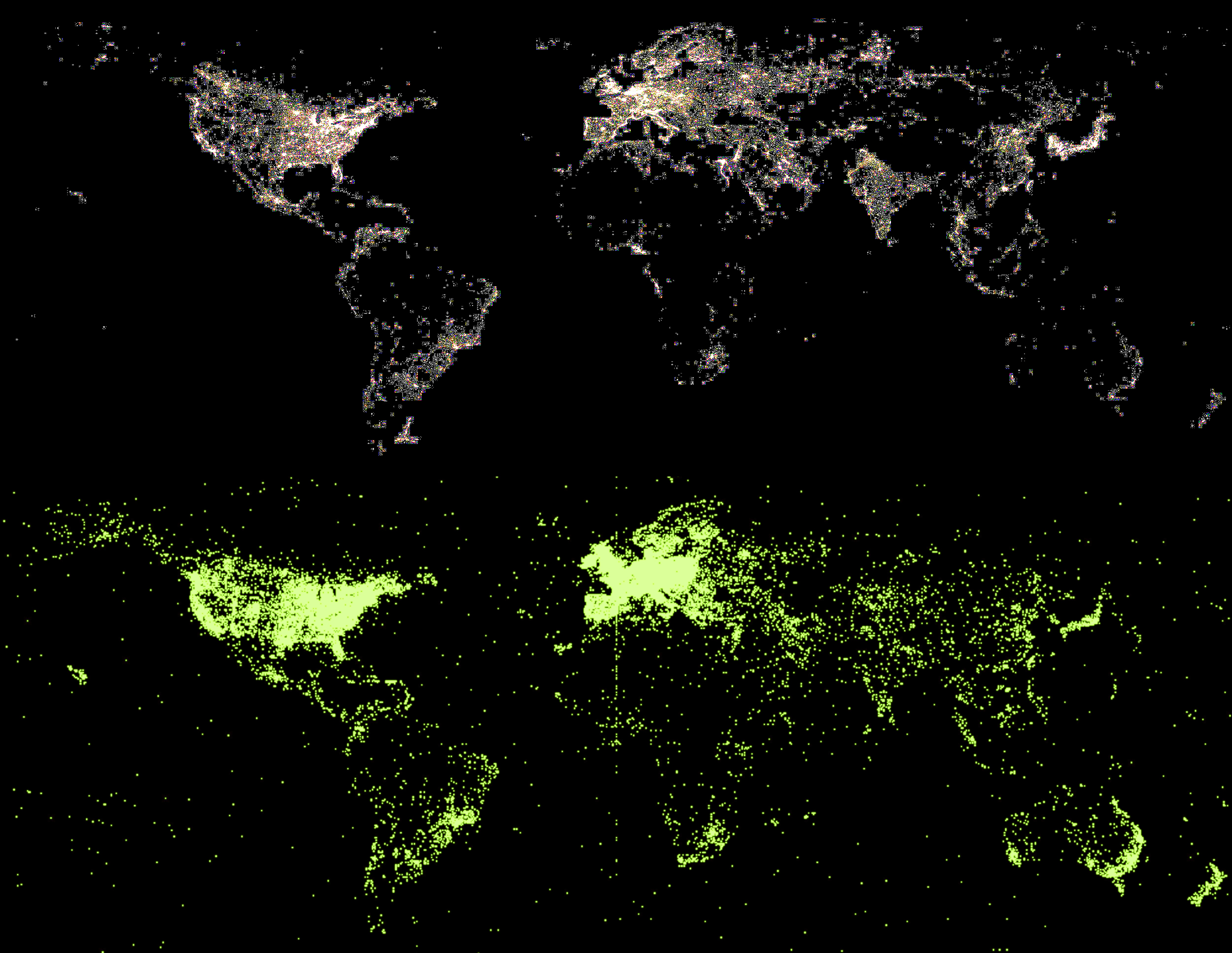
Искусственная засветка

Световое загрязнение (засветка неба) — засвечивание ночного неба искусственными источниками освещения, свет которых рассеивается в нижних слоях атмосферы, мешая проведению астрономических наблюдений и изменяя биоритмы живых существ, приводя к гибели некоторых из них. Иногда это явление также называют световым смогом.
Световым загрязнением называют также наличие нежелательного, неподходящего или чрезмерного искусственного освещения для человека.

## Причины светового загрязнения

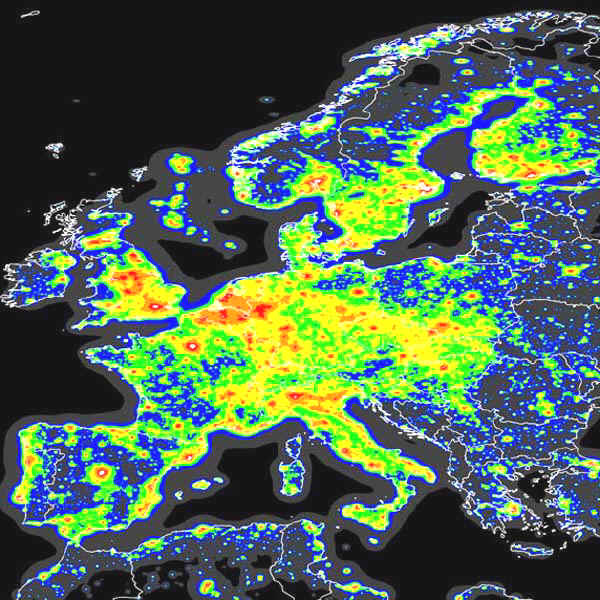
Интенсивность светового загрязнения в Европе

Основными источниками светового загрязнения являются крупные города и промышленные комплексы. Световое загрязнение создаётся уличным освещением, архитектурным освещением, светящимися рекламными щитами или прожекторами. В Европе многие дискотеки направляют мощные пучки света в ночное небо.
Значительная часть городского или промышленного освещения направляется или отражается наверх, что создаёт над городами так называемые световые купола. Это вызвано неоптимальной и неэффективной конструкцией многих систем освещения, ведущей к расточительству энергии. Эффект осветления неба усиливается распространёнными в воздухе частицами пыли и аэрозолями. Эти частицы дополнительно преломляют, отражают и рассеивают излучаемый свет.
Световое загрязнение сопровождает явление индустриализации и встречается прежде всего в густо заселённых регионах развитых стран. В Европе больше половины населения так или иначе регулярно сталкивается со световым загрязнением. Ежегодный рост светового загрязнения в разных странах Европы составляет от 6 % до 12 %.
В некоторых регионах борьба со световым загрязнением ведётся на законодательном уровне.

## Типы
Источник света, превышающий допустимые нормы, часто служит причиной сразу для нескольких типов проблем.

### Световое вторжение
Световое вторжение происходит, когда, например, свет проникает в окно соседа и не даёт ему спать. Международная ассоциация тёмного неба (англ. International Dark-Sky Association) разработала несколько постановлений о свете, чтобы бороться со световым загрязнением.
Суть этих постановлений сводится к тому, что нужно ограничить свет, поднимающийся в небо и создающий т. н. свечение неба. Это любой свет, излучаемый на 90 градусов выше надира. Также предполагается уменьшить свет, который излучается под углом 80-90 градусов, — свет именно такого направления и создаёт большинство проблем со световым вторжением.

### Чрезмерное освещение
Чрезмерное освещение — это явление, при котором интенсивность света превышает необходимую для определённой деятельности. В частности, в Соединённых Штатах Америки чрезмерная освещённость является причиной расхода около двух миллионов баррелей нефти в день свыше необходимого. Данные энергоаудита показывают, что около 30-60 % электроэнергии, потребляемой в освещении помещений, является излишней.
Даже среди развитых стран существуют различия в моделях использования света. Американские города выделяют в 3-5 раз больше света на душу населения, чем немецкие города.
Чрезмерное освещение обусловлено следующими факторами:
- Стандарты, основанные на консенсусе, а не на законах оптики[5].
- Отсутствие таймеров и датчиков присутствия для тушения света, когда он не требуется.
- Дизайн, указывающий интенсивность освещения выше, чем того требуется для конкретной задачи[6].
- Выбор светильников, направляющих часть света туда, где он не нужен (например, в небо)[6].
- Выбор оборудования, использующего больше энергии, чем необходимо для выполнения задачи освещения.
- Неполная подготовка руководителей заданий для эффективного использования систем освещения.
- Дневное освещение, требуемое гражданам для сокращения преступности или владельцам магазинов для привлечения внимания.
- Косвенные методы освещения: например, когда источник скрыт, а свет распространяется через отражение в стене или потолке. Таким образом создаётся «более мягкий» свет.

Большинство из этих проблем можно легко решить с помощью дешёвых и доступных технологий. Самое главное — осведомлённость общественности. Это и должно запустить процесс устранения чрезмерного освещения. В случае с косвенным освещением могут потребоваться смягчающие фильтры, технология подсветки или другие решения, позволяющие смягчить эффект прямого освещения.

### Ослепление светом
Ослепление светом можно классифицировать по-разному. Одну из таких классификаций описал Боб Мизон, координатор Британской астрономической ассоциации, выступающей за «тёмное небо», следующим образом:
- Полное ослепление светом происходит, когда человек смотрит на солнце какое-то время. Бывает временным или необратимым.
- Неполное ослепление происходит от встречных огней автомобиля, при этом возможен эффект тумана перед глазами и другие признаки ухудшения возможностей зрения.
- Освещение, вызывающее дискомфорт, обычно само по себе не создаёт опасных проблем. Оно может вызывать усталость, если влияет на человека продолжительное время.

Марио Мотта, президент Медицинского общества Массачусетса, считает: «Ослепление светом является угрозой для общественного здоровья, особенно для пожилых людей. Неполное ослепление, чаще всего происходящее при вождении, способствует несчастным случаям.»
Ослепляющий эффект в значительной степени обусловлен уменьшением контрастности из-за рассеивания света в глазу или другими причинами.

### Переизбыток источников света
Скопления источников света могут отвлекать внимание на дорогах и вызывать несчастные случаи. Также опасны светящиеся рекламные щиты, специально направленные на привлечение внимания.

## Последствия

### Влияние на здоровье человека и психологию
Медицинские исследования о влиянии чрезмерного освещения на человека показывают, что большое разнообразие неблагоприятных последствий для здоровья может быть вызвано световым загрязнением или воздействием чрезмерного света. Влияние на здоровье сверхосвещения или неправильной спектральной композиции освещения может включать: повышение головных болей, рабочее утомление, стресс, повышенная тревожность и другие симптомы. Также были изучены модели животных, демонстрирующие, что неизбежный свет имеет неблагоприятное воздействие на настроение. Для особей, которые должны просыпаться ночью, свет ночью также имел острое воздействие на их бдительность и настроение.
В книге «Blinded by the Light?», написанной профессором Стивеном Локли, можно найти слова: «Световое внедрение, даже если оно тусклое, может оказывать умеренный эффект на нарушение сна и подавление мелатонина. Даже если эти влияния относительно малы от ночи к ночи, непрерывный циркадный ритм, сон и гормональное нарушение могут иметь долгосрочные риски для здоровья». Красный свет подавляет мелатонин меньше всего.

### Нарушения в экосистемах

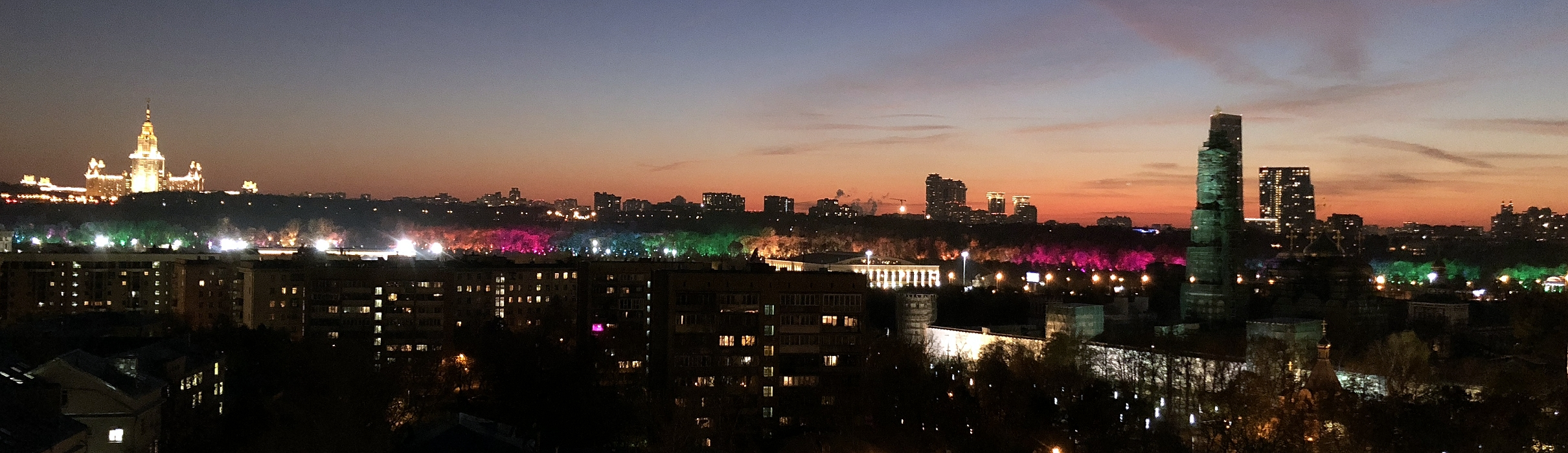
Световое загрязнение в природном заказнике Воробьёвы горы. Москва, 2018.

Когда искусственный свет влияет на организмы и экосистемы, это называют экологическим световым загрязнением. В то время как свет ночью может быть полезным, нейтральным или вредным для конкретных видов, его наличие неизменно изменяет экосистемы. Например, некоторые виды пауков избегают освещённых территорий, в то время как другие виды счастливы создать свою паутину прямо на уличном фонаре. Так как уличные фонари привлекают множество летающих насекомых, пауки, которые не возражают против света, получают преимущество над пауками, которые его избегают. Это простой пример пути, в котором количество видов и пищевые сети могут быть нарушены внедрением света ночью.
Световое загрязнение представляет собой серьёзную угрозу (в частности для ночной дикой жизни), имея негативные воздействия на физиологию растений и животных. Это может приводить в замешательство навигацию животных, изменять конкурентные взаимодействия, менять отношения хищник-жертва и причинять физиологический вред.
Исследования говорят о том, что световое загрязнение вокруг озёр мешает зоопланктону (например, дафнии) питаться водорослями, что вызывает цветение воды. Это может уничтожить другие растения озера и понизить качество воды.
Световое загрязнение также может влиять на экосистемы и по-другому. Например, лепидоптерологи и энтомологи показали, что свет в ночное время может мешать мотылькам и другим ночным насекомым ориентироваться. Цветы, распускающиеся ночью, зависят от опыления этих мотыльков, а, следовательно, ночное освещение имеет последствия и для них. Это может привести к снижению количества видов растений, которые при таком раскладе событий не смогут размножаться, а также к изменению экологии региона. Среди ночных насекомых светлячки — особенно интересные объекты для исследований светового загрязнения: их свечение связано с половым поведением и поэтому они очень чувствительны к уровням света в окружающей среде. Светлячки — хорошие модели для изучения влияния света на ночную дикую жизнь, а также хорошие биоиндикаторы для искусственного ночного света благодаря их чувствительности и быстрой реакции на изменения окружающей среды.
Исследование 2009 года говорит о пагубных последствиях для животных и экосистем из-за беспорядочного поляризованного света или искусственной поляризации света (даже в течение дня, потому что направление натуральной поляризации солнечного света и его отражение — источник информации для многих животных). Этот вид загрязнения получил название «загрязнение поляризованным светом». Искусственные поляризованные световые источники могут вызывать неадекватное поведение в чувствительных к поляризации таксонах и вносить изменения в экологические взаимодействия.
Свет на высоких конструкциях может дезориентировать мигрирующих птиц. Оценка количества птиц, которые погибли из-за привлечения внимания к высоким башням, составляет от 4 до 5 миллионов особей в год. The Fatal Light Awareness Program работает с владельцами зданий в Торонто, Онтарио и других городах Канады чтобы понизить смертность птиц путём погашения света в период миграции птиц.
Детёныши морских черепах — ещё одна жертва светового загрязнения. Есть распространённое заблуждение, что они привлекаются к воде луной. Скорее, они находят океан путём передвижения от тёмного силуэта дюн и их растительности. Таким образом, такому поведению может мешать искусственный свет. Юные морские птицы также могут быть дезориентированы светом, когда они покидают свои гнёзда и улетают в море.
Амфибии и рептилии тоже находятся под влиянием светового загрязнения. Введение световых источников в течение тёмных периодов может срывать уровень продукции мелатонина. Мелатонин — это гормон, регулирующий фотопериодическую физиологию и поведение. Некоторые виды лягушек и саламандр используют светозависимые компасы, чтобы направить их миграционное поведение к месту размножения. Введённый свет может также вызывать нарушения развития, такие как повреждение сетчатки, генетические мутации.

### Последствия в астрономии
Астрономия очень чувствительна к световому загрязнению. Ночное небо, наблюдаемое из города, не имеет никакого сходства с настоящим тёмным небом. Свечение неба (рассеивание света в атмосфере) уменьшает контраст между звёздами и галактиками и собственно небом, что затрудняет видимость тусклых объектов. Это один из факторов, заставивший строить новые телескопы во всё больше и более отдалённых от города местах. Некоторые астрономы используют узкополосные фильтры, позволяющие увеличить контраст и усовершенствовать вид тусклых объектов, таких как галактики и туманности. К сожалению, эти фильтры не устраняют эффект светового загрязнения. Они уменьшают яркость изучаемого объекта, и это ограничивает использование больших увеличений. Убирающие световое загрязнение фильтры работают путём блокирования света определённых длин волн, которые меняют цвет объекта, часто создавая выраженный зелёный оттенок. Более того, они работают только на определённых типах объектов (главным образом на эмиссионных туманностях) и мало используются на звёздах. Видимость небесных объектов, таких как галактики и туманности, зависит от светового загрязнения больше, чем видимость звёзд. Из-за таких проблем яркости многие объекты просто оказываются невидимыми в сильно загрязнённых небесах вокруг больших городов. Чтобы оценить, насколько небо темно, достаточно просто поискать Млечный Путь, который на естественном небе в ясную безлунную астрономическую ночь хорошо виден.
Световое вторжение также мешает наблюдателю адаптироваться к темноте.

### Загрязнение атмосферы
Исследование, представленное в Американском геофизическом объединении, показало, что световое загрязнение разрушает нитратные радикалы, таким образом препятствуя нормальному ночному уменьшению атмосферного смога, получаемого из испускаемых газов от машин и фабрик. Также, при питании светильников от источников электроэнергии, использующих ископаемое топливо, за счет потерь энергии повышается концентрация углекислого газа в атмосфере, что может спровоцировать глобальное потепление.

### Уменьшение естественной поляризации неба
Ночью поляризация лунного света в небе очень сильно уменьшается в присутствии городского светового загрязнения, потому что разрозненный городской свет не сильно поляризован. Поляризованный лунный свет не может быть увиден людьми, но считается, что он используется многими животными для навигации.

## Меры по снижению светового загрязнения
Согласно рекомендации международной ассоциации по борьбе со световым загрязнением, для минимизации вредных последствий светового загрязнения, а также экономии электроэнергии:
- уличное освещение, а также любое внешнее освещение, должно быть включено только, когда необходимо (датчики движения, реле присутствия, таймеры, отключающие часть светильников после полуночи)
- быть не ярче, чем необходимо
- освещать только объекты, которые действительно нуждаются в освещении
- попадание света на объекты, не требующие освещения, должно быть исключено
- синий цвет в спектре должен быть минимизирован (цветовая температура должна быть менее 3000 К)
- светильники должны иметь специальную конструкцию отражателя, направляющую световой поток только вниз
- должно быть исключено направление света вверх и в стороны

В 2001 году была основана Международная программа мест тёмного неба, которая сертифицирует определённые места как свободные от светового загрязнения. На начало 2022 года в мире было сертифицировано 195 таких мест. Например, в 2016 году в Тибете территория в 2,5 тысячи квадратных километров получила статус особо охраняемой зоны, где астрономы и туристы могут смотреть на звезды, не опасаясь светового загрязнения.